# Jørgen Frantz Hammershaimb
Jørgen Frantz Hammershaimb (ur. 6 lipca 1767, zm. 24 maja 1820) – polityk Wysp Owczych, premier (løgmenn)
tego terytorium w latach 1805–1816.
Był ojcem pastora Venceslausa Ulricusa.